# Kirkesjorda
Kirkesjorda est une localité du comté de Troms, en Norvège.

## Géographie
Administrativement, Kirkesjorda fait partie de la kommune de Målselv.